# Jean-Michel Sanejouand
Jean-Michel Sanejouand, né à Lyon le 18 juillet 1934 et mort à Baugé-en-Anjou, dans le Maine-et-Loire le 18 mars 2021,, était un peintre et sculpteur français.

## Biographie
Après avoir été diplômé de Institut d'études politiques de Lyon en 1955, Jean-Michel Sanejouand, après avoir pendant quelques années fait de la peinture abstraite, crée en 1962, dans la lignée des ready made de Marcel Duchamp. ses premiers assemblages d’objets, connus sous le nom de Charges-Objets (1962-1967).
En 1967, il réalise sa première œuvre in situ qu’il nomme « sculpture sur mesure ». Il s'agissait de compositions métalliques, érigées dans la cour de l’École polytechnique, à Paris. D'autres interventions suivent, à Piestany, Dordrecht, Anvers, etc. La plupart restant à l'état de projets, comme celui concernant l'aménagement de la vallée de la Seine, entre le Havre et Paris. En parallèle à ses Organisations d’espaces, où il exprime le désir d'intervenir directement sur les espaces, Sanejouand prend les pinceaux, mais avec de l’encre de Chine, et réalise ses Calligraphies d'humeur (1968-1978) — il s'agit de dessins à l'encre sur toile, avec des croquis comiques souvent teintés de nuances érotiques.
À partir de la fin des années 1970, il commence ses Espaces-Peintures (1978-1986), une série de toiles en couleurs représentant des paysages organisés à l'aide de routes et de montagnes colorées - dans lesquelles des têtes apparaissent. A partir de 1981, les paysages sont éclatés jusqu'à devenir quasi-abstrait et les têtes font place à des masques. Il abandonne ensuite pour un temps la couleur avec ses Peintures Noir et Blanc (1986-1992), avant de retourner, dès 1989, à la sculpture — ou plutôt la non-sculpture comme pour prolonger les Charges-Objets et ses premiers équilibres de cailloux des années 1960. Sanejouand, ici, ne sculpte pas mais assemble des pierres afin de créer des formes inédites.
A partir de 1996, il peint sur toile certaines de ses sculptures, tout d'abord dans sa série Sculptures-Peintures (1996-2001), puis les place dans un paysage rapidement esquissé dans ses Espaces-Critiques (2001-2008). A partir de 2009, il entame sa dernière série, les Espaces & Cie (2009-2019) toujours en parallèle à ses Sculptures (1989-2016).
Jean-Michel Sanejouand a été décrit comme une figure emblématique de la scène artistique des années 1960. Il a été qualifié d'héritier légitime de la démarche duchampienne par Didier Ottinger. Le travail de l'artiste circule entre les différentes disciplines, pointant sa nécessité d’expérimenter « l'espace entre les choses en tant qu'accès à une invisible vérité »,.
Depuis 1993, Jean-Michel Sanejouand vivait et travaillait en Anjou dans le Maine-et-Loire.

## Œuvres
- Les Charges-Objets (1962-1967)[14]
- Le Jeu de Topo (1963)[7]
- Les Organisations d'espaces (1967-1972)[15]
- Les Calligraphies d'humeur (1968-1978)
- Les Tables d'orientation (1974-1977)
- Les Espaces-Peintures (1978-1986)[16]
- Les Peintures Noirs et Blanc (1986-1992)
- Les Sculptures (1989-2016)
- Les Peintures (1992-1996)
- Les Sculptures-Peintures (1996-2001)
- Les Espaces-Critiques (2002-2008)
- Les Espaces & Cie (2009-2019)

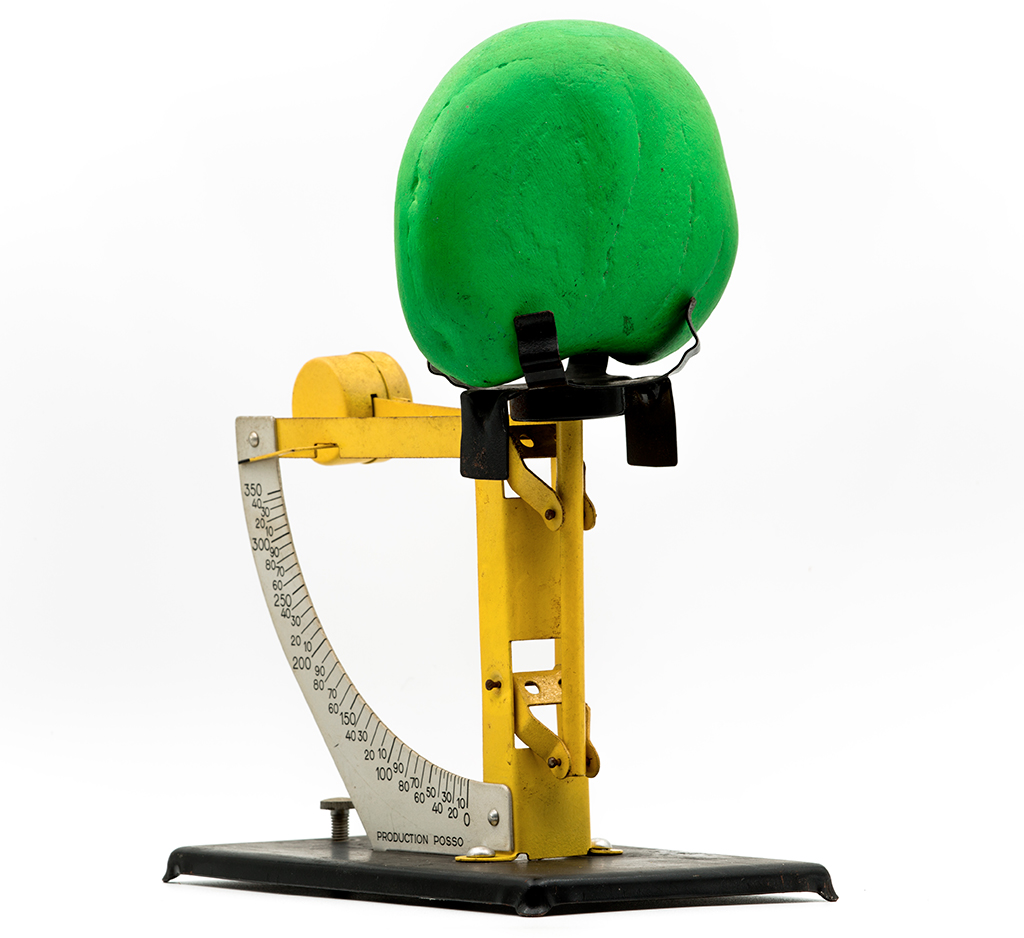
Pèse-pierre, 1963
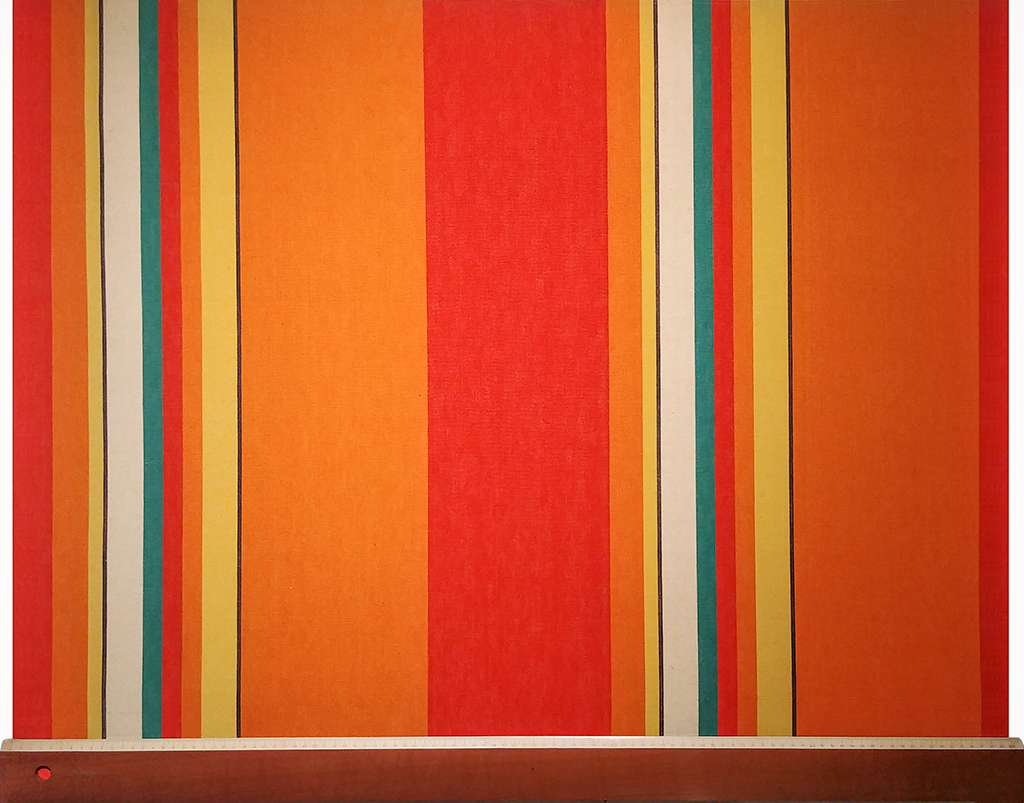
Toile de bâche à rayures et règle, 1964
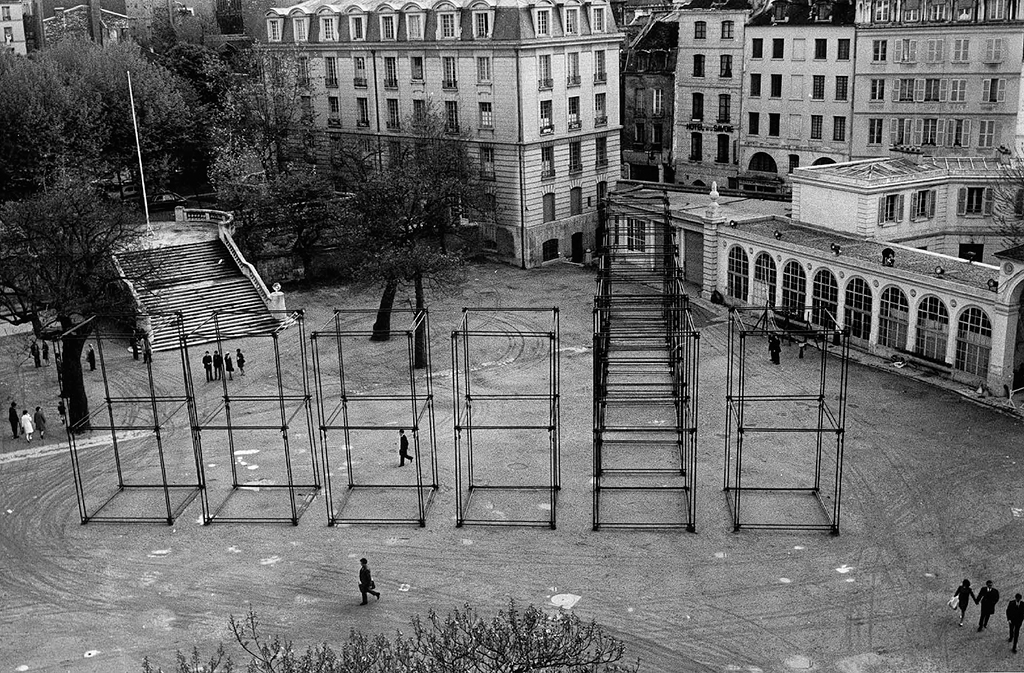
Organisation de l'espace de la cour de l'École Polytechnique à Paris - 6 mai 1967
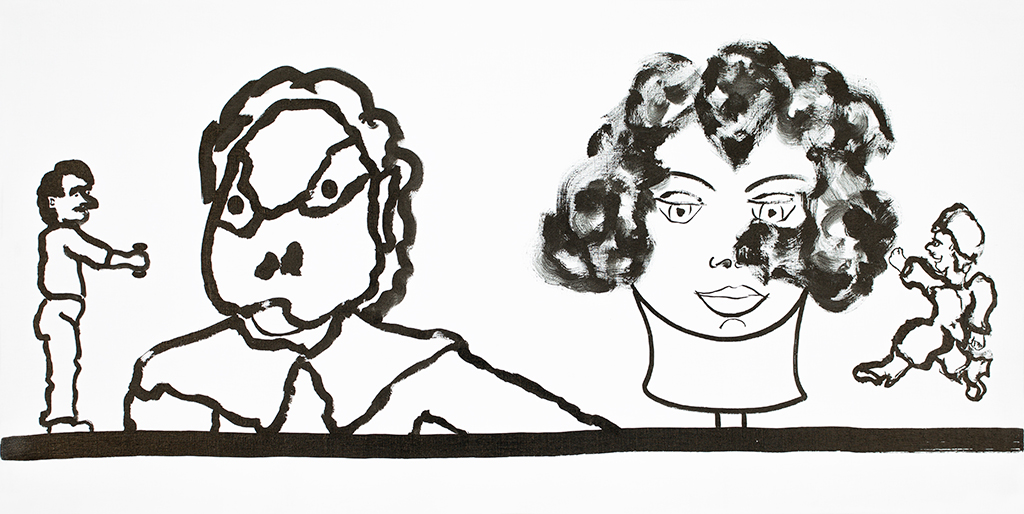
07.06.1973 17h10, encre de chine sur toile, 1973
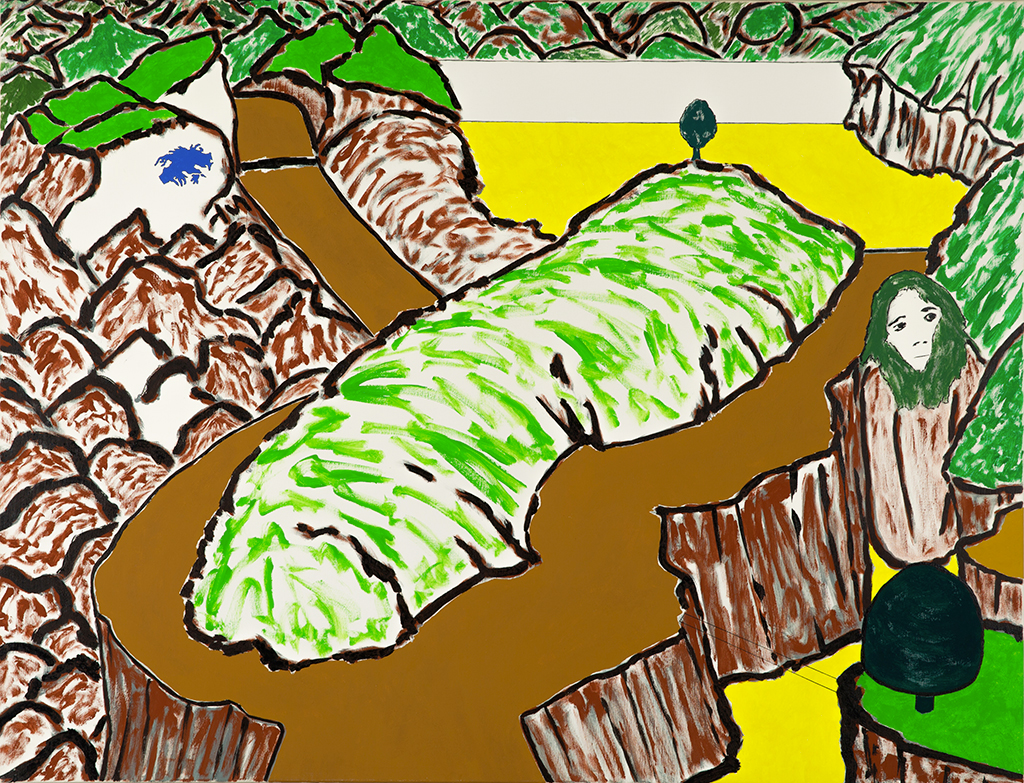
22/12/1978, acrylique sur toile
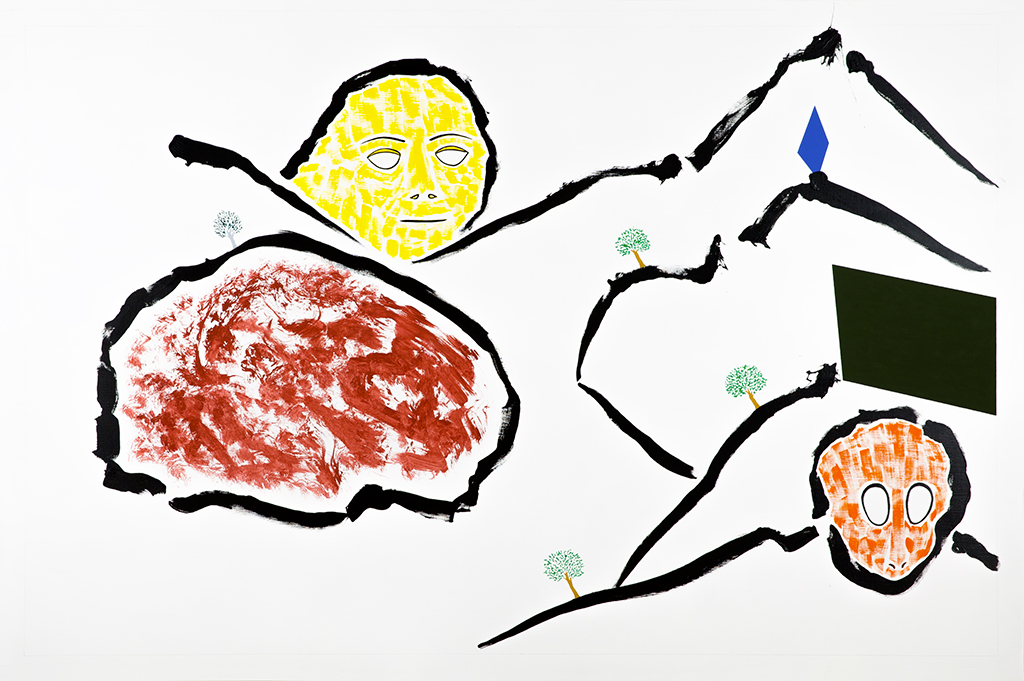
10/07/1982, 1982, acrylique sur toile
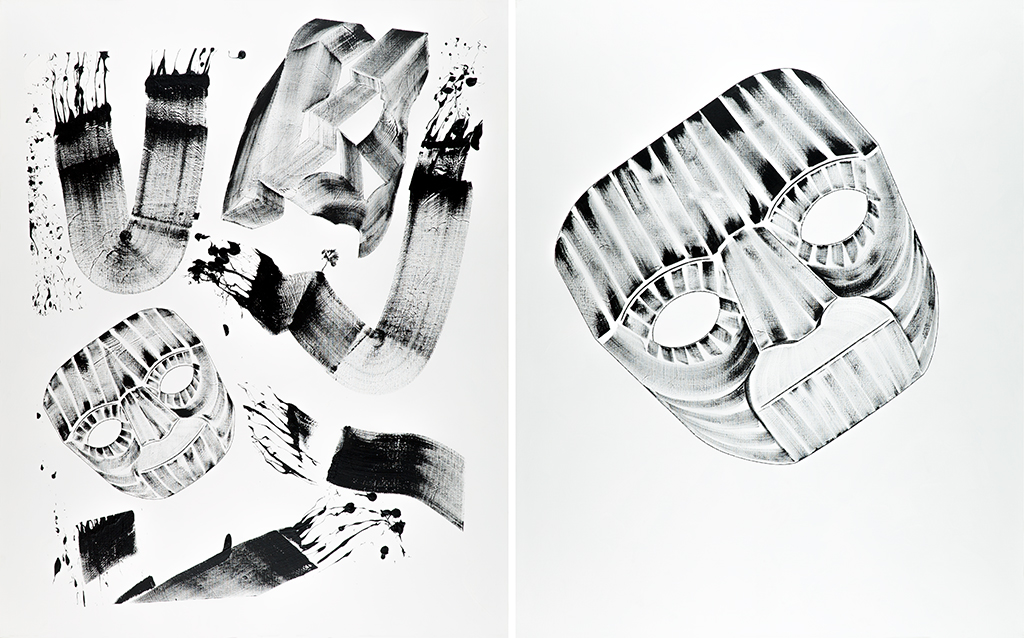
Accord de deux - Ci-devant-après, acrylique sur toile, 27 mars 1989
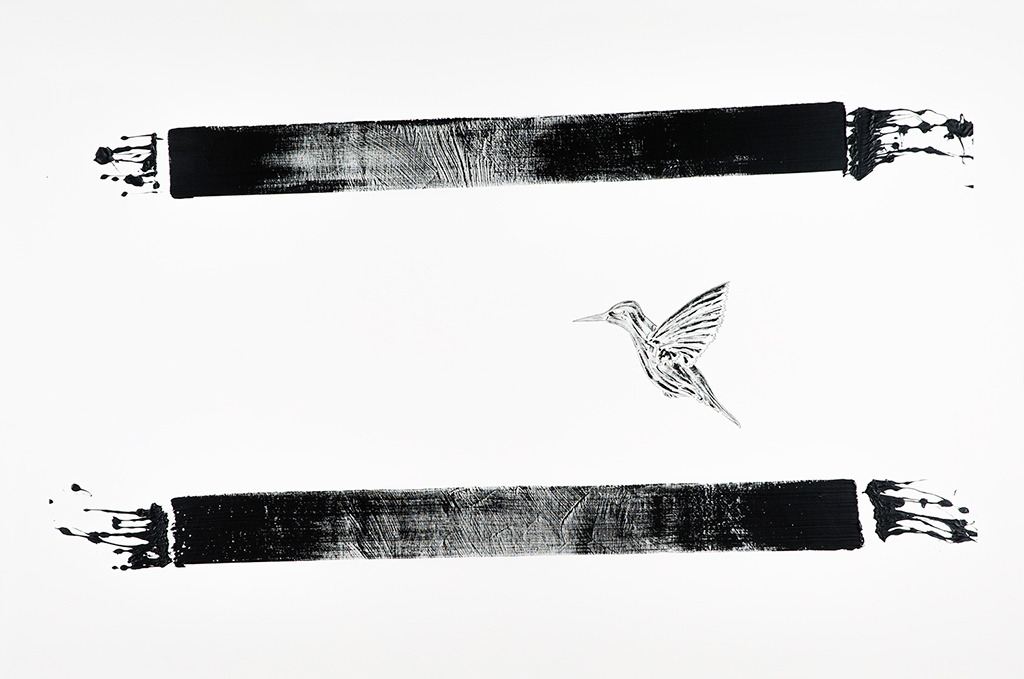
Brouille-code, 1992, acrylique sur toile
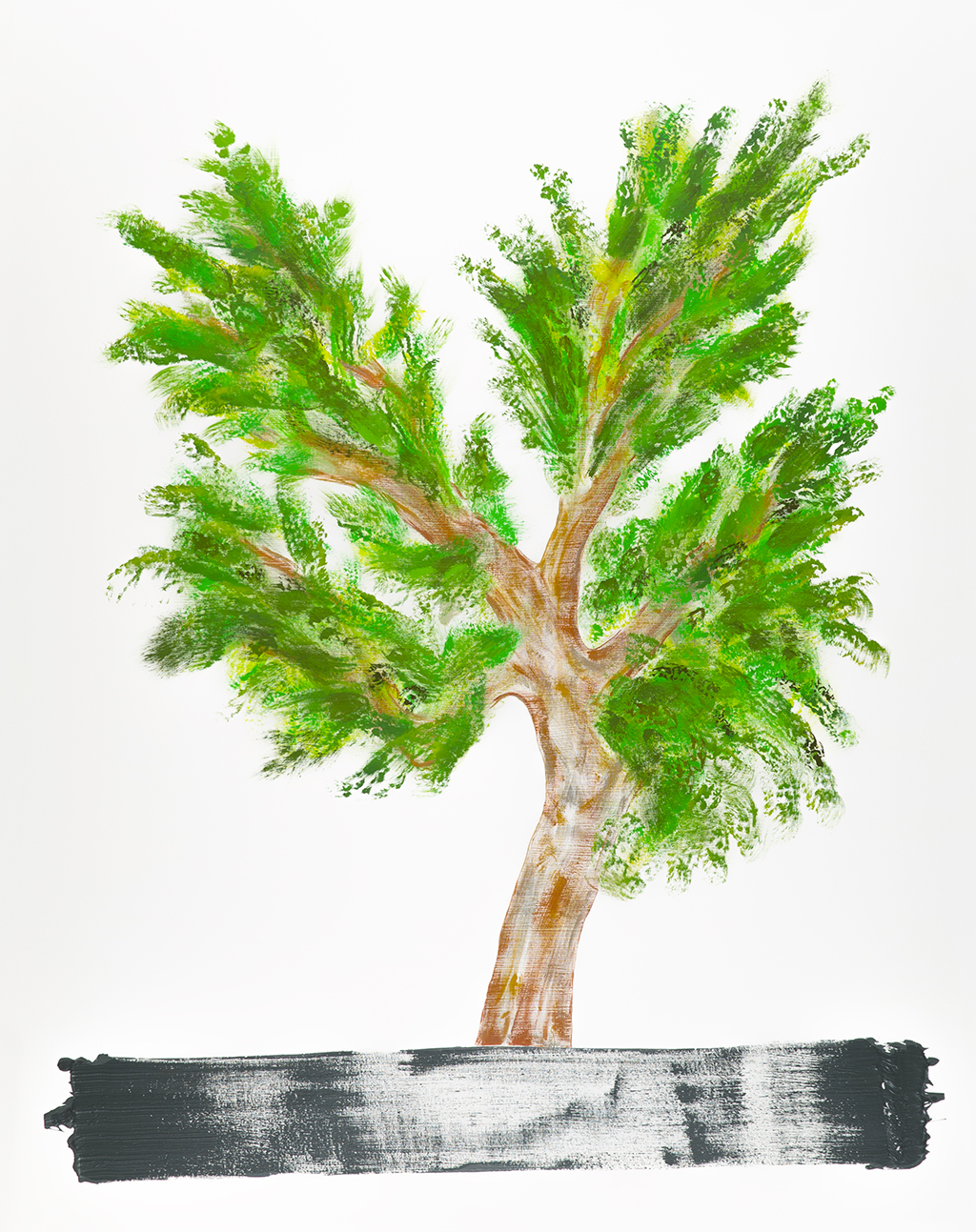
Mi-août, 15/08/1996, acrylique sur toile
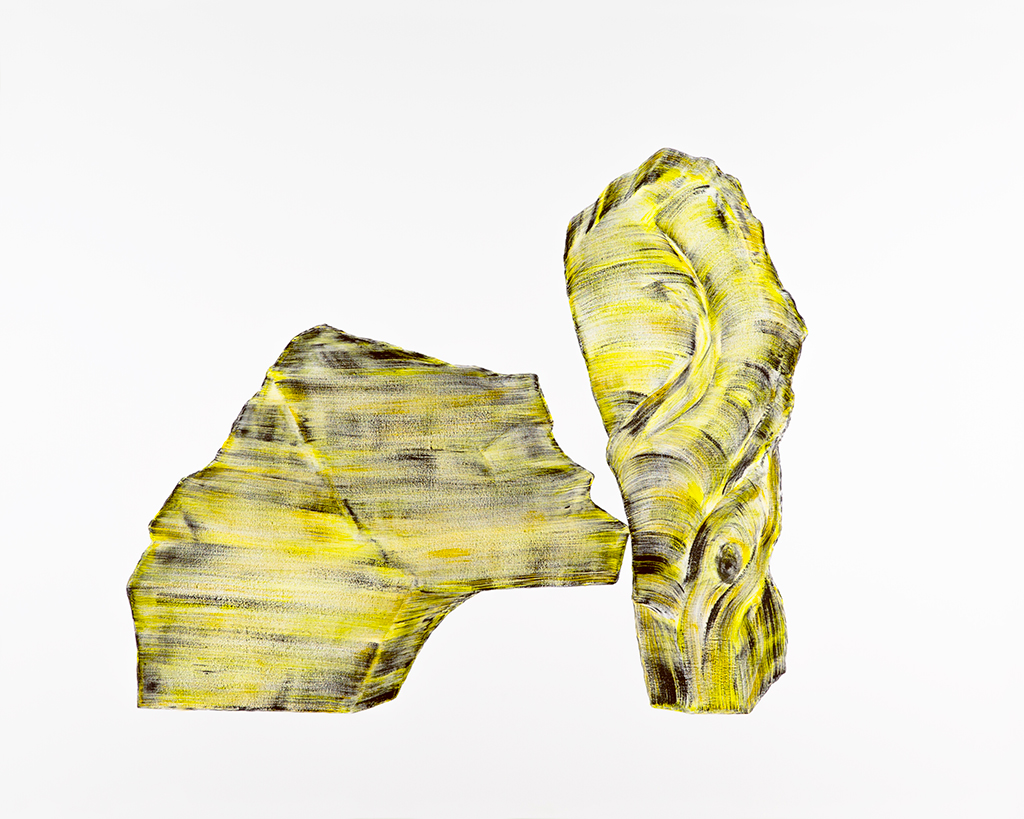
Le Baiser, 08/05/2000, acrylique sur toile
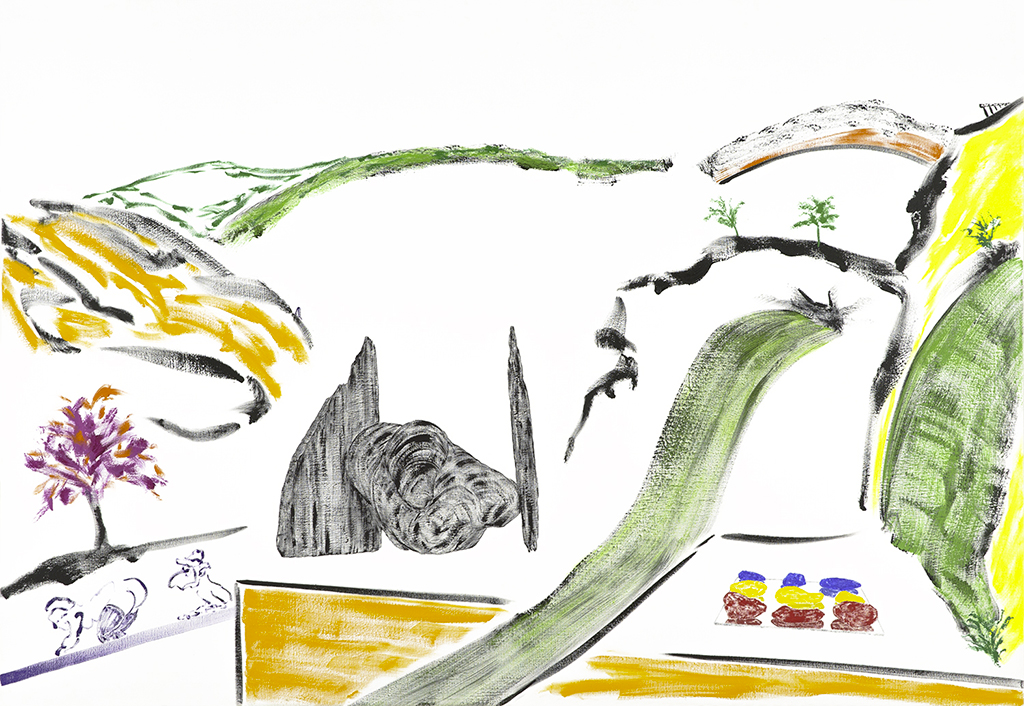
L'intrus, 18/05/2003, acrylique sur toile
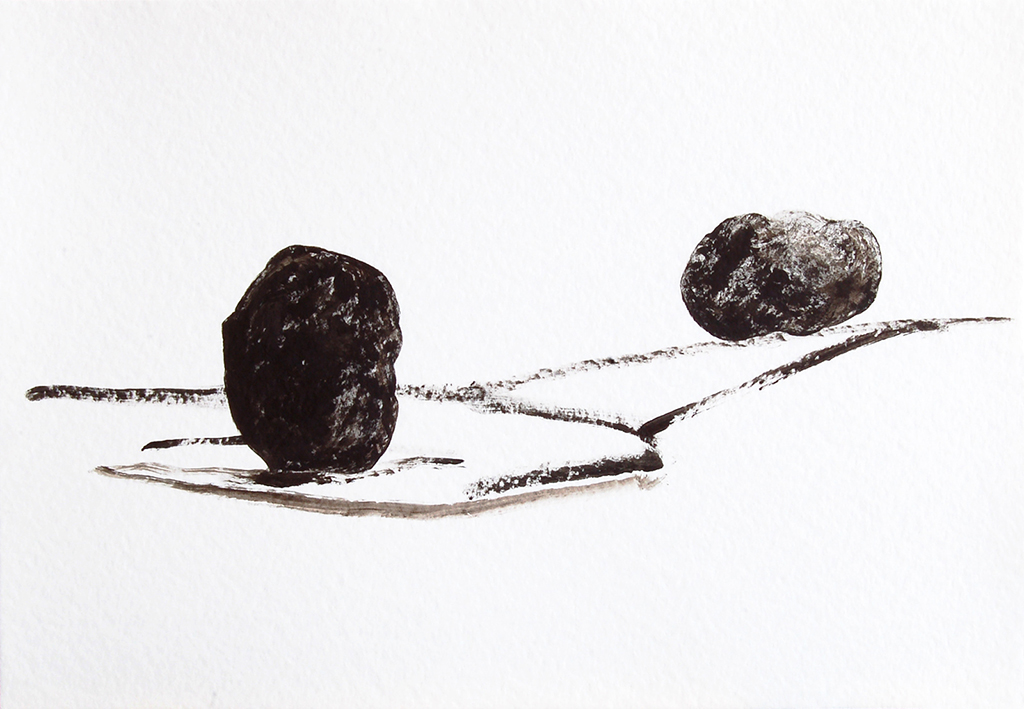
Sans titre, 2009, acrylique sur papier
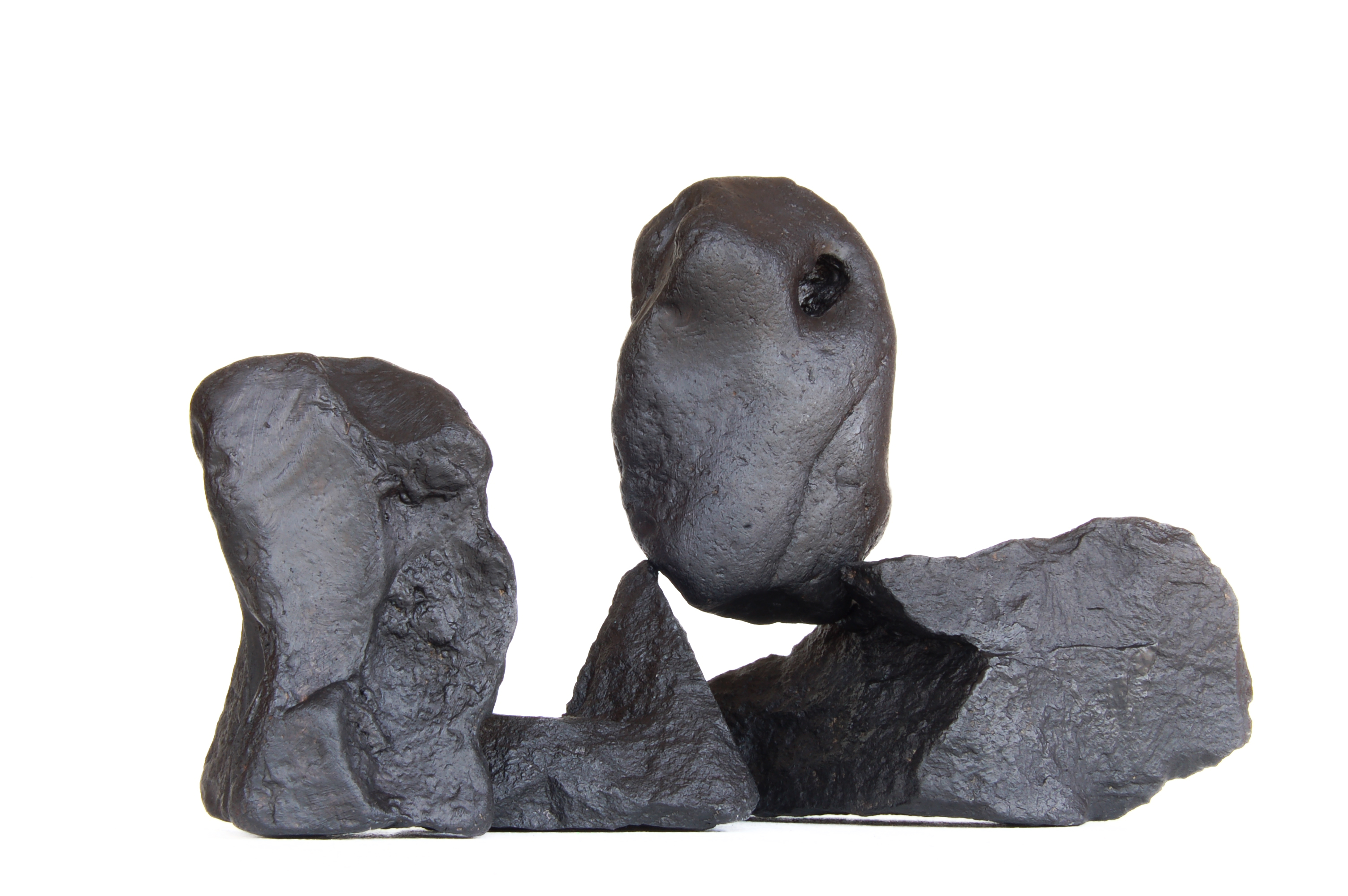
Enigme, 2010, pierres peintes, acrylique

## Galerie
Jean-Michel Sanejouand est représenté par la galerie Art : Concept à Paris.

## Expositions

### Expositions personnelles
- 1967 : Première Organisation d'espace, École polytechnique, Paris
- 1968 : Deux Organisations d'espace, galerie Yvon Lambert, Paris
- 1970 : Plans Organisations d'espaces, galerie Mathias Fels, Paris
- 1971 : Deux Organisations d'espaces, Sonsbeek 71, Dordrecht
- 1973 : 
  - Les Organisations d'espaces de Sanejouand, Centre national d'art contemporain (CNAC), Paris[15]
  - Les Organisations d'espaces de Sanejouand, Palais des beaux-arts, Bruxelles
- 1974 : 
  - De ruimtelijke organisaties van J-M Sanejouand, Internationaal Cultureel Centrum, Anvers
  - Calligraphies d'humeur, galerie Germain, Paris
- 1975 : Tables d'Orientations, galerie Germain, Paris
- 1979 : Espaces-Peintures, The Antwerp Gallery, FIAC, Paris
- 1982 :
  - Espaces-Peintures, Lens Fine Art Gallery, Anvers
  - Espaces-Peintures 1978-1981, Galerie de France, Paris
- 1986 : Rétrospective : des Charges-Objets aux Espaces-Peintures, musée des Beaux-Arts de Lyon
- 1989 : Peintures 1987-1989, commissariat de Didier Ottinger, musée de l'abbaye Sainte-Croix, Les Sables-d'Olonne
- 1991 : 
  - Espaces-Peintures 1978-1986, LAM, Villeneuve-d'Ascq[16]
  - Les Charges-Objets 1963-1967, galerie Froment-Putman, Paris[14]
- 1995 : Rétrospective 1963-1995, commissariat de Fabrice Hergott, musée national d'Art moderne, Paris[13]
- 2002 : Libre et Change, galerie Chez Valentin, Paris
- 2003 : Organisation d'espace, Transpalette, Emmetrop, Bourges
- 2004 : Question Peinture, galerie Chez Valentin, Paris
- 2005 : Sanejouand, commissariat de Caroline Bourgeois, Le Plateau, Frac d'Île-de-France, Paris
- 2008 : 
  - Photos-Sculptures, galerie Philippe Pannetier, Nîmes
  - Œuvres récentes, Le Carré-chapelle Genêteil, Château-Gontier
  - Questions Sculpture, Le Quartier, Quimper
- 2010 : Les Charges-Objets, galerie Haim Chanin Fine Arts, New York, et Art Paris, Paris
- 2012 : Rétrospectivement… (I) et (II), commissariat de Laurence Gateau, HAB galerie à Nantes et Frac des Pays de la Loire à Carquefou, dans le cadre de l'année Jean-Michel Sanejouand en Pays de la Loire[18]
- 2013 : Les Organisations d'espaces, La Box[19], Bourges
- 2015 : 
  - Un peu d'espace(s), Art : Concept, Paris
  - Jean-Michel Sanejouand, Charges-Objets, commissariat de Christian Bernard, Mamco, Genève
- 2018 : 
  - Beyond color, Art : Concept, Paris
  - Operation contact, galerie Kreo, Paris et Londres

### Expositions collectives
- 1964 : Poulet 20 NF, galerie Yvette Morin, Paris
- 1965 : Biennale de Paris, musée d'Art moderne de la ville de Paris, Paris
- 1967 : Biennale de San Marino, Saint-Marin
- 1968 : Three Blind Mice, De collecties : Visser, Peeters, Becht, Stedelijk van abbemuseum, Eindhoven, et Sint Pieter-sabdij, Gand
- 1969 : 
  - Arts selon plans, Kunsthalle, Berne
  - Exposition internationale d'œuvres plastiques, sculptures, objets, parc de Piestany, Tchécoslovaquie
- 1970 : 
  - Information, Museum of Modern Art, New York
  - Festival of Contemporary Art, musée d'Art moderne de Yokohama, galerie Kawatoku, Moriuku, musée d'Art de la ville de Sendai, Japon
  - Art selon plans, Kunsthalle, Hambourg
- 1972 : Amsterdam, Paris, Düsseldorf, The Salomon R. Guggenheim Museum, New York
- 1975 : El arte en posicion critica : pratica y teoria, Centro des Arte y Comunicacion, Buenos Aires
- 1976 : Biennale de Venise, pavillon français, Venise
- 1977 : 03 23 03. Premières rencontres internationales d'art contemporain, Montréal, Galerie nationale du Canada, Ottawa
- 1978 : Metafisica des quotidiano, Galleria d'arte moderna, Bologne
- 1982 : Actuele Franse Kunst, Internationaal Cultureel Centrum, Anvers
- 1983 : Zwanzig Jahre Kunst in Frankreich, 1969-1980 (« Vingt ans d'art en France, 1960-1980 »), Mayence, Tübingen et Berlin
- 1987 : Collection 1987, musée Saint-Pierre d'art contemporain, Kunstverein, Francfort
- 1988 : Collections permanentes 1970 à 1988, musée d'Art moderne de la ville de Paris, Paris
- 1989 : Art en France, un siècle d'inventions, Moscou et Leningrad
- 1992 : Exposition universelle de Séville, pavillon français, Séville
- 1993 : 
  - Zentrum Paris, Kunsthalle Ritter, Klagenfurt
  - 200 œuvres du FNAC, La Défense, Puteaux
- 1996 : La Paresse, Les péchés Capitaux, musée national d'Art moderne, Paris
- 1997 : Made in France, 1947-1997, musée national d'Art moderne, Paris
- 2000 : 1re Biennale internationale d'art de Buenos Aires, Museo Nacional de Bellas Artes, Buenos Aires
- 2002 : Les années 70, L'art en cause, CAPC , Bordeaux
- 2004 : Étrangement Proches, Saarlandmuseum, Sarrebruck
- 2005 : Factory on Time. Fot Imprimeurs, en résonance avec la Biennale d'art contemporain de Lyon, Pusignan
- 2006 : La Force de l'art, Grand Palais, Paris
- 2007 : Tenir la distance, musée d'Art moderne Lille Métropole, Villeneuve-d'Ascq
- 2008 : Less is less, more is more, that's all!, CAPC, Bordeaux
- 2009 : Dans l’œil du critique. Bernard Lamarche-Vadel et les artistes, musée d'Art moderne de la ville de Paris, Paris
- 2012 : 
  - Ends of the earth. Land Art to 1974, Haus der Kunst, Munich
  - Ends of the earth. Land Art to 1974, musée d'Art contemporain de Los Angeles (MOCA), Los Angeles
- 2015 : 
  - Un nouveau festival 2015 : Air de jeu, musée national d'Art moderne, Paris
  - Minéral, un accrochage dans le bureau, galerie Max Hetzler, Paris
- 2016 : Art in Europe 1945-1968. Facing the Future, Centre d'art et de technologie des médias de Karlsruhe, Karlsruhe
- 2017 : Être Pierre, musée Zadkine, Paris
- 2018 : Collections NMNM, musée national de Monaco, Monaco
- 2020 : Platform: Paris/Brussels, David Zwirner's online viewing room
- 2021 :  
  - Ahahah l'humour de l'art, ING Art Center / Kanal - Centre Pompidou, Bruxelles
  - L'Énigme autodidacte, Musée d’art moderne et contemporain de Saint-Étienne
- 2022 : Horizones, Exposition 23e Prix Fondation Pernod Ricard, Paris
- 2023 : 
  - Histoire de pierres, Villa Medicis, Rome
  - House of Dreamers, Villa Empain, Bruxelles
- 2024 : Sur tes lèvres, Le Lieu Unique, Nantes

## Collections publiques
- États-Unis
  - Philadelphia Museum of Art
- France
  - Les Sables-d’Olonne, musée Sainte-Croix
  - Lyon, musée d'Art contemporain
  - Paris :
    - ministère de la Culture
    - musée d'Art moderne de Paris
    - musée national d'Art moderne

  - Strasbourg, musée d'Art moderne et contemporain
  - Villeneuve-d'Ascq, Lille Métropole - musée d'Art moderne, d'Art contemporain et d'Art brut
- Monaco
  - Nouveau musée national de Monaco

## Sculptures monumentales
- Le Silence, 1996, bronze, deux mètres. Jusqu'en 2020, faisait partie de la collection Paul Heim. Une version intermediaire, d'un mètre, appartient au FRAC Île-de-France
- Le Magicien, 2005, bronze, cinq mètres. Est a Rennes, dans les jardins du palais Saint-Georges

### Catalogues monographiques
- Frédéric Herbin, Les Organisations d’espaces de Jean-Michel Sanejouand (1967-1974), Bourges, éditions ENSA de Bourges, 2014
- Anne Tronche, Julie Portier, Jean-Michel Sanejouand. Rétrospectivement…, Paris, éditions Skira/ Flammarion, 2012
- Didier Ottinger, Jean-Michel Sanejouand ou l’éloge de l’irréductibilité, Tours, École supérieure des beaux-arts, 2000
- Louis Fardel, Jean-Michel Sanejouand, Sculptures et Sculptures-Peintures, Orléans, Le Carré Saint-Vincent, Scène Nationale, 1998
- François Barré, Robert Fleck, Germain Viatte, Fabrice Hergott, Jean-Michel Sanejouand, rétrospective 1963-1995, Paris, éditions du Centre Georges Pompidou, 1995
- Michel Enrici, Joëlle Pijaudier, Jean-Michel Sanejouand : Espaces-Peintures 1978-1986, Villeneuve-d’Ascq, musée d’art moderne, 1991
- Bernard Lamarche-Vadel, Jean-Michel Sanejouand, les Charges-Objets 1963-1967, Genève, Fondation Fine Art of The Century, Paris, La Différence, 1990
- Jean-Michel Sanejouand : études, Châtellerault, école municipale d’arts plastiques, 1990
- Jacques Bertoin, Didier Ottinger, Jean-Michel Sanejouand : peintures 1987-1989, Les Sables d’Olonne, Musée de l’abbaye Sainte-Croix, 1989
- Michel Enrici, Sanejouand : Espaces-Peintures 1978-1981, Paris, Galerie de France, 1982
- Claude Devos, Pierre Restany, Claude-Louis Renard, De ruimtelijke organisaties van Jean-Michel Sanejouand, Anvers, Internationaal Cultureel Centrum (ICC), 1974
- CNAC/Archives, numéro 9, Centre national d'art contemporain, Paris, 1973
- Blaise Gautier, Pierre Restany, Claude-Louis Renard, Les Organisations d’espaces de Sanejouand, Paris, Centre national d'art contemporain, 1973
- Pierre Restany, Plans d’Organisations d’espaces, Paris, galerie Mathias Fels, 1970
- Grégoire Müller, Deux Organisations d’espaces, Paris, galerie Yvon Lambert, 1968